# نالدميدين
نالديميدين (Naldemedine)، الذي يباع تحت الإسم التجاري سيمبرويك( Symproic) وريزمويك (Rizmoic )، هو دواء يستخدم لعلاج الإمساك الناجم عن المواد الأفيونية في الألم المزمن غير السرطاني.  تحديدا عندما لا تكون الملينات فعالة.  و يؤخذ عن طريق الفم. 
تشمل الآثار الجانبية الشائعة لهذا العقار على: آلام البطن و الغثيان و الإسهال.  قد تشمل الآثار الجانبية الخطيرة الأخرى على: ثقب الجهاز الهضمي، و ردود الفعل التحسسية، و انسحاب الأفيونات.  أما السلامة أثناء الحمل فغير واضحة تماما.  إنه مضاد لمستقبلات الأفيونيات μ ذات التأثير المحيطي، و الذي يمنع الأفيونيات من الارتباط بالمستقبلات في الأمعاء.  و لا يؤثر بشكل عام على إدارة الألم. 
تمت الموافقة على استخدام نالديميدين طبيًا في الولايات المتحدة في عام 2017 و بعدها في أوروبا في عام 2019.   في الولايات المتحدة تبلغ تكلفته حوالي 330 دولارًا أمريكيًا شهريًا اعتبارًا من عام 2021.  في المملكة المتحدة، تبلغ تكلفة هذا المقدار حوالي 42 جنيهًا إسترلينيًا. 